# وليام درالو
وليام سانتينو درالو (5 يونيو 1946) هو عداء أوغندي. تنافس في سباق ١٠٠ متر رجال في دورة الألعاب الأولمبية الصيفية لعام . حصل على الميدالية البرونزية في ألعاب الكومنولث البريطانية عام ١٩٦٤ في سباق التتابع ٤ × ٤٠٠ متر.